# 中華台北巧固球代表隊
中華台北巧固球代表隊是中華民國（台灣）的巧固球國家代表隊，目前在世界上持有領導的地位，分為男子代表隊、女子代表隊、M-18男子代表隊及M-18女子代表隊。

## 參賽歷史
| 男子代表隊 |                                     |          |        |
| 年分       | 賽事                                | 主辦國   | 排名   |
| 1984       | 世界巧固球錦標賽                    | 中華民國 | 冠軍   |
| 1987       | 世界巧固球錦標賽                    | 瑞士     | 冠軍   |
| 1989       | World Game Tchoukball Championships | 德国     | 冠軍   |
| 1990       | 世界巧固球錦標賽                    | 英国     | 冠軍   |
| 2000       | 世界巧固球錦標賽                    | 瑞士     | 冠軍   |
| 2002       | 世界巧固球錦標賽                    | 英国     | 冠軍   |
| 2004       | 世界巧固球錦標賽                    | 中華民國 | 第二名 |
| 2005       | 世界沙灘巧固球錦標賽                | 瑞士     | 冠軍   |
| 2006       | 亞洲巧固球錦標賽                    | 中華民國 | 冠軍   |
| 2008       | 亞洲巧固球錦標賽                    | 香港     | 冠軍   |
| 2009       | 世界運動會巧固球比賽                | 中華民國 | 冠軍   |
| 2010       | 亞太區巧固球錦標賽                  | 新加坡   | 冠軍   |
| 2012       | 亞太區巧固球錦標賽                  | 菲律賓   | 冠軍   |
| 2014       | 亞太區巧固球錦標賽                  | 中華民國 | 冠軍   |
| 2015       | 世界巧固球錦標賽                    | 中華民國 | 冠軍   |
| 2023       | 世界巧固球錦標賽                    | 捷克     | 冠軍   |

| 女子代表隊 |                                     |          |      |
| 年分       | 賽事                                | 主辦國   | 排名 |
| 1984       | 世界巧固球錦標賽                    | 中華民國 | 冠軍 |
| 1987       | 世界巧固球錦標賽                    | 瑞士     | 冠軍 |
| 1989       | World Game Tchoukball Championships | 德国     | 冠軍 |
| 1990       | 世界巧固球錦標賽                    | 英国     | 冠軍 |
| 2000       | 世界巧固球錦標賽                    | 瑞士     | 冠軍 |
| 2002       | 世界巧固球錦標賽                    | 英国     | 冠軍 |
| 2004       | 世界巧固球錦標賽                    | 中華民國 | 冠軍 |
| 2005       | 世界沙灘巧固球錦標賽                | 瑞士     | 冠軍 |
| 2006       | 亞洲巧固球錦標賽                    | 中華民國 | 冠軍 |
| 2008       | 亞洲巧固球錦標賽                    | 香港     | 冠軍 |
| 2009       | 世界運動會巧固球比賽                | 中華民國 | 冠軍 |
| 2010       | 亞太區巧固球錦標賽                  | 新加坡   | 冠軍 |

| M-18男子代表隊 |                      |        |      |
| 年分           | 賽事                 | 主辦國 | 排名 |
| 2005           | 世界沙灘巧固球錦標賽 | 瑞士   | 冠軍 |
| 2010           | 亞太區巧固球錦標賽   | 新加坡 | 冠軍 |

| M-18女子代表隊 |                      |        |        |
| 年分           | 賽事                 | 主辦國 | 排名   |
| 2005           | 世界沙灘巧固球錦標賽 | 瑞士   | 第二名 |
| 2010           | 亞太區巧固球錦標賽   | 新加坡 | 冠軍   |

## 外部連結
- 國際巧固球協會（页面存档备份，存于）